# Christoffer Taxell

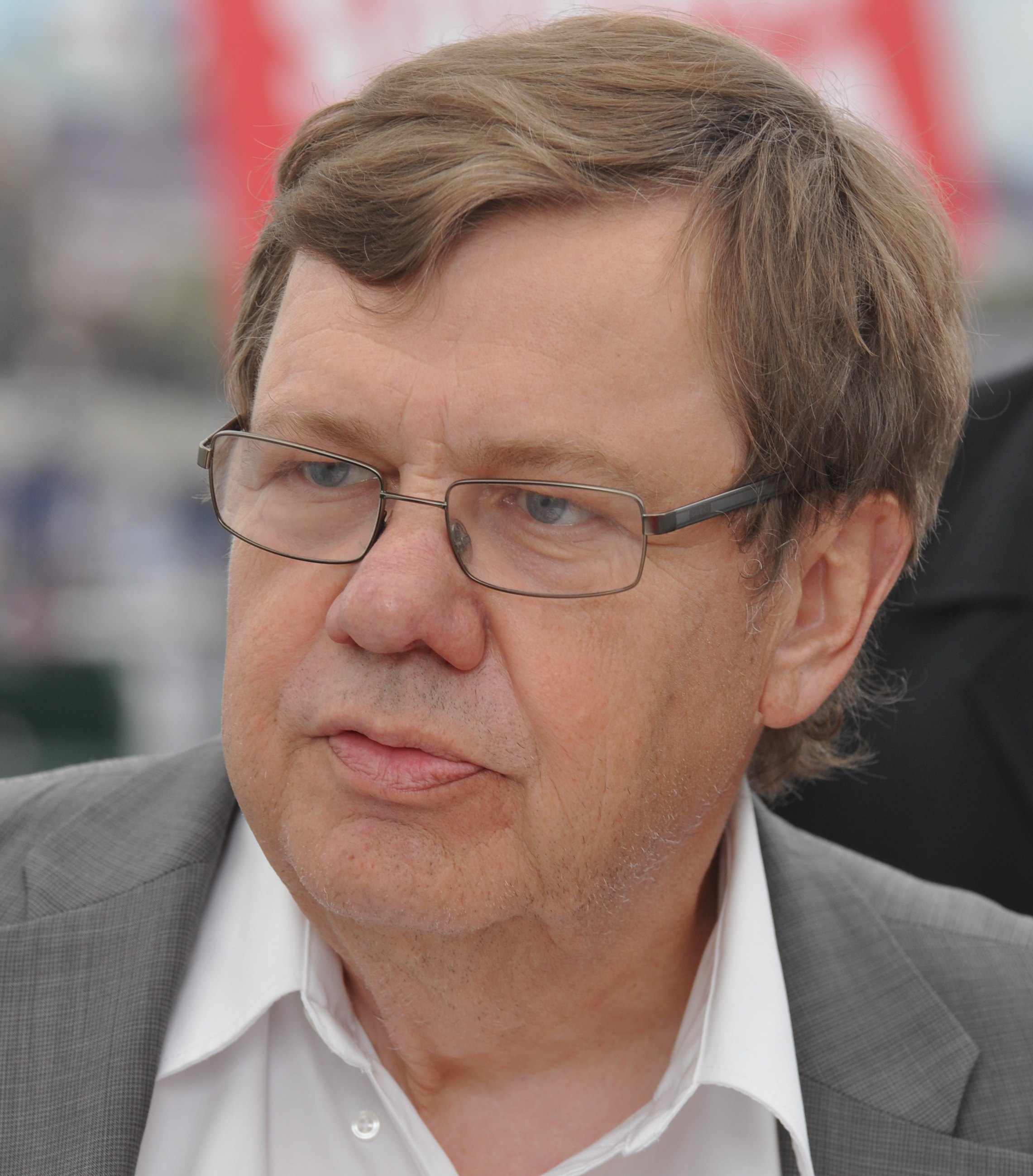
Christoffer Taxell (2012)

Lars Evald Christoffer Taxell (* 14. Februar 1948 in Turku) ist ein ehemaliger finnischer Politiker, der unter anderem zwischen 1979 und 1987 Justizminister und von 1985 bis 1990 Vorsitzender der Schwedischen Volkspartei (Svenska folkpartiet, SFP) war. Darüber hinaus war er zwischen 1987 und 1990 Bildungsminister.

## Leben
Der Finnlandschwede Lars Evald Christoffer Taxell ist der Sohn des Politikers Lars Erik Taxell, der zwischen 1956 und 1966 ebenfalls Vorsitzender der Schwedischen Volkspartei war. Er war absolvierte nach dem Schulbesuch ein Studium der Wirtschaftswissenschaften. Er war zwischen 1970 und 1971 Politischer Sekretär sowie von 1970 bis 1972 Vorsitzender der Jugendorganisation der Schwedischen Volkspartei, ehe er von 1973 bis 1975 Assistent der Wirtschaftswissenschaftlichen Fakultät der Åbo Akademi war. Bei den Wahlen am 21. und 22. September 1975 wurde er für die Schwedische Volkspartei erstmals zum Mitglied des Reichstages (schwedisch Finlands riksdag) gewählt und gehörte diesem bis zum 21. März 1991 an.
Taxell übernahm am 26. Mai 1979 im Kabinett Koivisto II erstmals das Amt als Justizminister (Justitieminister) und bekleidete dieses Ministeramt vom 19. Februar 1982 bis zum 6. Mai 1983 auch im Kabinett Sorsa III sowie zwischen dem 6. Mai 1983 und dem 30. April 1987 zudem im Kabinett Sorsa IV. Während dieser Zeit löste er am 9. Juni 1985 Pär Stenbäck als Vorsitzender der Schwedischen Volkspartei SFP (Svenska folkpartiet) ab und verblieb in dieser Funktion fünf Jahre lang bis zum 10. Juni 1990, woraufhin Ole Norrback seine Nachfolge antrat. In dieser Funktion war er bei den Wahlen am 15. und 16. März 1987 auch Spitzenkandidat der SFP, die 152.597 Wählerstimmen (5,3 Prozent) und 13 Sitze im Reichstag erhielt. In dem anschließend gebildeten Kabinett Holkeri übernahm er am 30. April 1987 das Amt als Bildungsminister (Undervisningsminister) und verblieb in diesem Ministeramt, ehe er am 13. Juni 1990 von Ole Norrback abgelöst wurde.
Nach seinem Ausscheiden aus Regierung und Reichstag übernahm Christoffer Taxell verschiedene Funktionen in der Wirtschaft und war unter anderem von 1990 bis 2002 Präsident und Chief Executive Officer (CEO) von Partek Corporation und von 2005 bis 2006 Vorsitzender des Verbandes der finnischen Industrie EK (finnisch Elinkeinoelämän keskusliitto, EK). Aus seiner 1974 geschlossenen Ehe mit Rachel Nygård-Taxell gingen zwei Kinder hervor.

## Das Taxellsche Paradox
Im finnlandschwedischen sprachpolitischen Diskurs wird Christoffer Taxell häufig ein zentrales Konzept zur Überlebensfähigkeit von offiziell zweisprachigen Dienstleistungen und Einrichtungen zugeschrieben, das häufig als „das Taxellsche Paradox“ (Taxellska paradoxen) bezeichnet wird. Dieses Konzept besagt, dass einsprachige schwedische Lösungen – wie z. B. schwedischsprachige Schulen und Zeitungen oder die eigene schwedischsprachige Abteilung von Yleisradio – die Zweisprachigkeit am besten gewährleisten, während zweisprachige Lösungen zur finnischen Einsprachigkeit führen. Der Gedanke beruht auf Taxells Beobachtung, dass in formal zweisprachigen Milieus die Minderheitssprache Schwedisch der Mehrheitssprache Finnisch aus praktischen und sozialen Gründen immer untergeordnet wird, während formal schwedischsprachige Milieus in der Realität mehrsprachig sind.
Der Ursprung des Konzepts soll eine Eröffnungsrede für die Berufsschule Südösterbotten in Närpes im Jahr 1985 sein. Taxell selbst hält den Begriff weder für ein Paradox noch für ihm zugeschrieben, sondern verweist auf wiederholte Erfahrungen seit der Zeit der finnischen Unabhängigkeit.